# Port d'Ashdod
Le port d'Ashdod, en hébreu : נמל אשדוד, est l'un des trois principaux ports de marchandises d'Israël. 